# Amt Münden
Das Amt Münden war ein historisches Verwaltungsgebiet des Fürstentums Göttingen, später des Königreichs Hannover bzw. der preußischen Provinz Hannover.

## Geschichte
Das Welfenschloss Münden war seit 1247 endgültig in welfischem Besitz und wurde im 14. Jahrhundert Zentrum eines Amtsbezirks. Ein weiterer Amtsbezirk entstand um die Grenzburg Sichelnstein. Beide Ämter wurden vielleicht schon im 14. Jahrhundert, sicher im 16. Jahrhundert gemeinsam von Münden aus verwaltet, weshalb sich die Bezeichnung Ober- und Unteramt Münden einbürgerte. 1743 und 1786 trat das Unteramt Münden vier bzw. zwei Dörfer an das Gericht Leineberg ab. Nach der westphälischen Zeit wurde das Amt wiederhergestellt und um Ellershausen sowie die Rechte über die Klosterämter Bursfelde und Hilwartshausen erweitert. Im Zuge einer Grenzbereinigung verzichtete das Königreich Hannover 1832 zugunsten des Kurfürstentums Hessen auf seinen Anteil an dem bisher gemeinsam verwalteten Dorf Nieste und den Ort Wahnhausen. Dafür kam Laubach an das Amt Münden. 1833 wurde Fürstenhagen vom Amt Münden in das Amt Uslar umgegliedert. Durch die Verwaltungsreform von 1852 wurde der größere Teil des Unteramts mit der Stadt Dransfeld und dem Gericht Jühnde zu einem neuen Amt Dransfeld vereinigt. Das restliche Gebiet bildete jetzt mit dem Oberamt und den neu zugewiesenen Gemeinden Meensen und Lippoldshausen (früher zum Amt Brackenberg) das Amt Münden. Fürstenhagen und Bursfelde kamen schließlich an das neue Amt Adelebsen. 1859 wurde diese Veränderung weitgehend rückgängig gemacht. Lediglich Fürstenhagen blieb bei Uslar.
1885 wurde das Amt in die Kreisverfassung überführt.

## Gemeinden
Dem Amt gehörten 1859 folgende Gemeinden an:
| - Barlissen - Benterode - Vorstadt Blume - Bördel - Bonaforth - Bühren - Bursfelde (Klostergut) - Dahlheim - Dankelshausen - Dransfeld | - Ellershausen - Escherode - Gimte - Hedemünden - Hemeln - Hilwartshausen - Imbsen - Jühnde - Landwehrhagen | - Laubach - Lippoldshausen - Löwenhagen - Lutterberg - Mielenhausen - Niederscheden - Nienhagen - Oberode - Oberscheden | - Ossenfeld - Sichelnstein - Speele - Spiekershausen - Uschlag - Varlosen - Varmissen - Volkmarshausen - Wiershausen |

- Karte mit allen verlinkten Seiten:
- OSM |
- WikiMap

## Amtmänner/Droste
- Um 1689: Johann Michel von Witte, Drost
- ca. 1735–1775: Carl Friedrich von Hanstein, Drost
- 1784–1817: Ernst Carl Georg von Hanstein, Drost
- 1818–1833: August Moritz Christian Kritter, Amtmann
- 1833–1841: Carl Christian Hesse, Amtmann
- 1841–1864: Carl Julius Blumenhagen, Amtmann, ab 1853 Oberamtmann, 1857 Regierungsrat
- 1865–1880: Gustav Scharlach, Regierungsrat, ab 1868 Amtmann